# You Proof
«You Proof» (с англ. — «Ты доказываешь») — песня американского кантри-певца Моргана Уоллена. Она была выпущена в качестве промо-сингла 13 мая 2022, а 18 июля 2022 года поступила в радиоэфир. Песня была написана Уолленом вместе с Эшли Горли, Эрнестом Смитом и Чарли Хендсомом и является лид-синглом с третьего студийного альбома Уоллена One Thing at a Time (2013). Сингл достиг первого места в американском кантри-чарте Hot Country Songs и в канадском Canada Country, а также 5-го места в основном мультижанровом американском хит-параде Billboard Hot 100. Сингл получил золотую сертификацию Американской ассоциации звукозаписывающих компаний (RIAA).

## История
Песня рассказывает о том, как герой «упивается памятью о предыдущей подруге». Его основной инструмент — акустическая гитара.
Среди участников создания песни, автор-сочинитель Эшли Горли, который стал соавтором трёх треков с альбома Dangerous, включая «Sand in My Boots». Продюсер Чарли Хендсом, хотя в основном работает с R&B и хип-хоп исполнителями, и раньше погружался в кантри-музыку, включая песни Кейна Брауна «Be Like That» и Florida Georgia Line «I Love My Country». Ранее он работал с Морганом Уолленом над совместной песней Lil Durk «Broadway Girls». Уоллен впервые представил фрагмент песни на Instagram 5 июля 2021 года. «Proof» (Проба) — это мера содержания алкоголя в напитке, при этом проба 200 — это чистый спирт, а большинство ромов, водок и других крепких напитков имеют пробу около 80 (40 % алкоголя).
Уоллен выпустил песню в честь своего 29-го дня рождения.
Затем песня прозвучала в сериале канала Fox «Fire Country», сезон 1, эпизод 6, который впервые вышел в эфир 18 ноября 2022 года.
9 ноября 2022 года Уоллен исполнил «You Proof» на 56-й ежегодной церемонии Country Music Association Awards. 9 ноября 2022 года она была показана по CTV в Канаде.

## Коммерческий успех
Песня «You Proof» дебютировала на первом месте в Billboard Hot Country Songs в чарте за 23 мая 2022 года, сместив собственный сингл Уоллена «Thought You Should Know». Это пятый сингл Уоллена, дебютировавший на вершине этого чарта после «Whiskey Glasses» (2019), «7 Summers» (2020), «Wasted on You» (2022) и «Thought You Should Know» (2022). В Country Airplay и Canada Country это седьмой номер один Уоллена с учётом «Up Down» (№ 1 в 2017), «Chasin’ You» (2019), «More Than My Hometown» (2020) и «Sand in My Boots» (2021), но без «7 Summers» и «Thought You Should Know». Трек «You Proof» также поднялся до 5-го места в Billboard Hot 100, став самой высокорейтинговой песней Уоллена в этом чарте, превзойдя ранее лучшее достижение «7 Summers» на 6 месте.
С 1958 года только 13 песен дебютировали на вершине Hot Country Songs, из них пять Уоллена («Thought You Should Know», «You Proof», «Don’t Think Jesus», «Wasted on You», «You Proof»). Только один другой исполнитель добился многократного дебютирования на № 1 в Hot Country Songs: Тейлор Свифт с песнями «All Too Well (Taylor’s Version)» в ноябре 2021 года и «Love Story (Taylor’s Version)» в феврале 2021 года).
Песня лидировала рекордные 8 недель в кантри-чарте Country Airplay (седьмой его чарттоппер), деля этот показатель с «It’s Five O’Clock Somewhere» (Алан Джексон и Джимми Баффетт, 2003) и «Amazed» (Lonestar, 1999), с запуска чарта в 1990 году. Она также первая песня трижды восходившая на вершину Country Airplay. В чарте от 31 декабря она превысила этот рекорд, увеличив его до 9 недель на первом месте. В чарте от 7 января 2023 года она увеличила этот рекорд до 10 недель на первом месте. Кроме того, трек рекордно долго продержался в тройке лидеров чарта Country Airplay — 16 недель, обойдя песню Коула Свинделла «She Had Me at Heads Carolina», которая провела четыре недели на первом месте с сентября.
Песня «You Proof», выпущенная (на лейблах Mercury/Republic/Big Loud Records) 13 мая — в день рождения Уоллена — также находится в пентхаусе в рейтингах Country Streaming Songs и Country Digital Song Sales. Песня, которую Уоллен написал вместе с Эшли Горли, Эрнестом Китом Смитом и Чарли Хендсомом, и которую продюсировали Хендсом и Джоуи Мой, дебютирует с 22,4 официальными стрим-потоками в США за неделю, закончившуюся 19 мая, по данным Luminate. Это девятый номер один Уоллена и шестое попадание сразу на вершину Country Streaming Songs. Трек имел 23 100 продаж загрузок и стал седьмым номером один Уоллена в списке продаж цифровых песен в стиле кантри Country Digital Song Sales, а также четвёртым лидером в общеформатном списке продаж цифровых песен всех жанров Digital Song Sales. Это его шестой и четвёртый дебют № 1 в этих списках, соответственно.

## Музыкальное видео
Музыкальное видео, снятое режиссёром Джастином Клафом и продюсером Тейлором Вермиллионом, было выпущено 9 сентября 2022 года. В нём Шарли Джордан играет роль любовного интереса Уоллена, которая безрассудно едет по городу с Уолленом на заднем сиденье. Уоллен выпрыгивает из машины, только чтобы понять, что у него были галлюцинации.
В начале клипа Уоллен сидит на заднем сиденье автомобиля, припаркованного у магазина. Красивая молодая женщина — предположительно его бывшая — выходит из магазина и, увидев Уоллена, садится на водительское сиденье того же автомобиля. Ухмылка на её лице почти зловещая, когда она запирает двери, к ужасу певца. Она даёт двигателю несколько оборотов и выезжает со стоянки, а Уоллен держится за руль изо всех сил. Машина вьётся по дорогам и рыскает за каждым углом. Уоллен подпрыгивает на заднем сиденье при каждом манёвре. За городом машина мчится к барьеру со знаком «Дорога закрыта». В тот момент, когда Уоллен думает, что она проедет через него, она жмёт на тормоза и разворачивается задним ходом. Прокрутившись на 180 градусов, она снова нажимает на газ. В этот момент Уоллен решает совершить побег — он распахивает дверь и выкатывается из машины в поле. Но автомобиль снова разворачивается, на этот раз преследуя его в ночи. Уоллен бежит так быстро, как только может, по двухполосному шоссе, а фары все ярче и ярче освещают его спину. Наконец, он сдается и поворачивается лицом к своему противнику. Уоллен сгорбился, положив руки на колени, и пытается отдышаться. К нему подъезжает машина, но вместо его бывшей на водительском сиденье сидят его друзья. «Уоллен, какого хрена, чувак?» — в недоумении спрашивает его приятель. «Садись в машину. Поехали». Действительно ли Уоллена возила его бывшая? Или это был кошмар, вызванный старым пламенем, которое он никак не может погасить?.

## Чарты
| Чарт (2022)                         | Высшая позиция |
| ----------------------------------- | -------------- |
| Австралия (ARIA)                    | 70             |
| Канада (Billboard Canadian Hot 100) | 9              |
| Канада (Billboard Country)          | 1              |
| Мир (Billboard Global 200)          | 22             |
| Новая Зеландия (RMNZ)               | 12             |
| США (Billboard Hot 100)             | 5              |
| США (Billboard Country Airplay)     | 1              |
| США (Billboard Hot Country Songs)   | 1              |

| Чарт (2022)                        | Позиция |
| ---------------------------------- | ------- |
| Канада (Canadian Hot 100)          | 45      |
| Мир (Global 200, Billboard)        | 135     |
| США (Billboard Hot 100)            | 27      |
| США (Country Airplay, Billboard)   | 13      |
| США (Hot Country Songs, Billboard) | 2       |

## Сертификации
| Регион                                                                      | Сертификация  | Продажи   |
| --------------------------------------------------------------------------- | ------------- | --------- |
| Австралия (ARIA)                                                            | Платиновый    | 70 000    |
| Канада (Music Canada)                                                       | 2× Платиновый | 160 000   |
| США (RIAA)                                                                  | 4× Платиновый | 4 000 000 |
| Данные о продажах + прослушиваниях приведены только на основе сертификации. |               |           |